# Associação das Federações Olímpicas Internacionais de Esportes de Verão
A Associação das Federações Olímpicas Internacionais de Esportes de Verão (em francês:  Association des fédérations internationales olympiques des sports d'été, ASOIF) é uma associação sem fins lucrativos de federações esportivas internacionais que competem nos Jogos Olímpicos de Verão. Está sediada em Lausanne, na Suíça, mesma cidade onde também está sediado o Comitê Olímpico Internacional (COI).

## Conselho da ASOIF
O conselho é composto por um presidente e seis membros, todos de diferentes federações. Um dos seis membros é eleito vice-presidente. O presidente e todos os membros são eleitos para mandatos de 4 anos. O diretor executivo é nomeado pelo conselho sob proposta do presidente como um cargo executivo. O diretor executivo também faz parte do conselho, mas sem direito a voto.
| Designação          | Nome                  | País        | Federação Esportiva                                               |
| ------------------- | --------------------- | ----------- | ----------------------------------------------------------------- |
| Presidente          | Francesco Ricci Bitti | Itália      | Federação Internacional de Tênis (Presidente Honorário Vitalício) |
| Vice-Presidente     | Uğur Erdener          | Turquia     | Federação Mundial de Tiro com Arco                                |
| Membros do Conselho | Sebastian Coe         | Reino Unido | World Athletics                                                   |
| Membros do Conselho | Ingmar De Vos         | Bélgica     | Federação Equestre Internacional                                  |
| Membros do Conselho | Marisol Casado        | Espanha     | World Triathlon                                                   |
| Membros do Conselho | Morinari Watanabe     | Japão       | Federação Internacional de Ginástica                              |
| Membros do Conselho | Nenad Lalović         | Sérvia      | United World Wrestling                                            |
| Diretor Executivo   | Andrew Ryan           | Reino Unido |                                                                   |

## Membros
Existem 28 membros plenos e 4 membros associados da ASOIF.